# San Roque de Riomiera
San Roque de Riomiera is een gemeente in de Spaanse provincie en regio Cantabrië met een oppervlakte van 35,70 km². San Roque de Riomiera telt 386 inwoners (1 januari 2016).

## Demografische ontwikkeling
Bron: INE, 1857-2011: volkstellingen